# Scopula privata
Scopula privata là một loài bướm đêm trong họ Geometridae.